# Cumbia lunática
La cumbia lunática es una sub-corriente de la cumbia convencional, creada y difundida por el músico y artista conceptual holandés Dick Verdult en la década de 1990. Aúna la electroacústica con los clichés de la cumbia estandarizada y la música tropical, en un intento por ampliar sus posibilidades sonoras, recurriendo para ello a la aleatoriedad y la improvisación.

## El creador: Dick Verdult
Verdult nació en 1954 en Eindhoven, Países Bajos. Su padre fue empleado de la fábrica Philips. Vivió en Guatemala, Argentina, Francia y África del Sur. Armó en su país de origen, en la década del 90, el Instituto de Lunatismo Abordable (IBW sus siglas en inglés), cuyas actividades multimediáticas fueron muy conocidas en Europa. También creó en España el Centro Periférico Internacional.

## Difusión: los Festicumex
Los Festivales de Cumbia Experimental o Festicumex vieron la luz en 1996, en La Ceiba, Honduras, donde se desarrolló el primero de estos festivales. El segundo de ellos se realizó en octubre de 2003 en Argentina, luego del éxito de su primer disco, No nos dejamos afeitar. El tercero, llamado Segundo Festicumex 2, se realizó en el hotel Bauen, en Buenos Aires, en abril de 2004. Dick Verdult graba bajo su propio sello discográfico desde 2003.

## Discografía
- No nos dejamos afeitar
- Pero peinamos gratis
- Al perdido ganado
- Sin pues nada
- Mi tu
- Celulitis popular
- 3 bombas lacrimógenas (EP)